# Club 57
Club 57 è una serie televisiva italo-americana prodotta da Rainbow in co-produzione con Nickelodeon e Rai Ragazzi. Il creatore della serie è Catharina Ledoboer e i produttori sono Iginio Straffi e Pierluigi Gazzolo. Club 57 è stata girata a Miami, in Florida, e in Italia, dove le riprese si sono tenute in Puglia, a Monopoli e Martina Franca, dal 17 al 29 settembre 2018.
È stata trasmessa in prima TV su Rai Gulp il 15 aprile 2019 (e in anteprima l'11 aprile sul sito e sull'app di RaiPlay). In America Latina invece dal 6 maggio 2019 su Nickelodeon.
Nell'ottobre 2019 è stata annunciata la produzione di una seconda stagione confermata a gennaio 2020, composta da 60 episodi di 44 minuti. La prima puntata della seconda stagione è andata in onda in America Latina il 14 giugno 2021.
Dal 20 dicembre 2020 al 10 gennaio 2021 la prima stagione è stata trasmessa su Sky Uno Family.

## Episodi
| Stagione         | Episodi | Prima TV America Latina | Prima TV Italia |
| ---------------- | ------- | ----------------------- | --------------- |
| Prima stagione   | 60      | 2019                    | 2019            |
| Seconda stagione | 60      | 2021                    | inedita         |

## Personaggi e interpreti
- Eva María García (stagioni 1-2), interpretata da Evaluna Montaner, doppiata da Emanuela Ionica.[9]
È la protagonista femminile; insieme al fratello Rubén viaggerà nel tempo nel 1957 dove si innamorerà di JJ e incontrerà ostacoli con Vero, fidanzata di JJ, (poi lui la lascerà) e dalla non credibilità del nonno Manuel. Appassionata di matematica e scienze e poco popolare a scuola, Eva non amava l'amore finché non ha conosciuto JJ. La sua migliore amica è Delaila e nel passato la nonna di Delaila, Mercedes.
- JJ Fontana (stagioni 1-2), interpretato da Riccardo Frascari.
Protagonista maschile (è fidanzato con Vero poi la lascia) che si innamorerà di Eva. È italiano e ha una sorella piccola, Camilla, a cui è molto affezionato. Destinato a innamorarsi della sua amica d'infanzia, la bella Francesca, ciò verrà purtroppo interrotto dalla presenza di Eva: attratto dalla modernità e dall'unicità, si innamora di lei.
- Rubén García (stagioni 1-2), interpretato da Sebastián Silva, doppiato da Alessio De Filippis.[9]
È il fratello di Eva e uno dei personaggi maschili principali. Viaggerà nel tempo dove incontrerà ostacoli molto difficili da superare. Nel 1957 lavora al diner come cameriere e fa parte della squadra di basket, della quale, grazie alle mosse inventate nel futuro, diventa capitano. Si fidanzerà con Sofia.
- Manuel Díaz (stagioni 1-2), interpretato da Andrés Mercado, doppiato da Luca Mannocci.[9]
È il nonno di Eva e Rubén da giovane. Innamorato di Amelia, che diventerà la sua ragazza. In futuro i due si sposeranno e la loro figlia sarà la madre di Eva e Rubén; nonostante ciò i due non riconoscono Amelia come loro nonna, dato che nessuno nel presente ha detto loro il suo primo nome (Amelia, per l'appunto) ma ha detto loro il suo secondo nome, María, perciò Eva ha sempre scoraggiato suo nonno quando lui cercava di stare vicino ad Amelia. Ha poco più di diciott'anni e vive con il suo cane, Galileo. Finge di essere il cugino di Eva e Rubén per proteggere il segreto della macchina del tempo, che sta costruendo proprio in questo periodo.
- Verónica "Vero" Salem (stagioni 1-2), interpretata da Carolina Mestrovic, doppiata da Laura Amadei.[9]
È la ragazza di JJ (poi lui la lascia) e leader delle Rosagatas, migliore amica di Maca e Isa. È la ballerina più talentuosa di Club 57 ed è molto vendicativa nei confronti di Eva perché é gelosa del suo innamoramento per JJ. Eva è apparsa all'improvviso dal futuro sul set di Club 57 proprio al momento del attesissimo assolo di Vero e questo porta le due ad una atroce rivalità.
- Diana (stagioni 1-2), interpretata da Martina Lavignasse, doppiata da Veronica Puccio.[9]
Ragazza bionda che è a capo dei guardiani del tempo. È molto intelligente, abile e acuta. Nonostante sia severa e dura, si è molto affezionata ad Aurek ed anche agli altri guardiani. E gli dispiace il fatto che Eva e JJ non possano vivere il loro amore poiché questo amore è impossibile.
- Victor (stagioni 1-2), interpretato da Adriano Zendejas, doppiato da Gianluca Crisafi.[9]
Guardiano del tempo che è sempre stato fedele a Diana, tranne quando è stato manipolato e illuso da Barbanera. Dopo questo episodio, è tornato fedele a lei molto più di prima.
- Aurek (stagioni 1-2), interpretato da Martín Barba, doppiato da Matteo Liofredi.[9]
È il guardiano del tempo che parte nel 1957 per riportare Eva e Ruben nel 2019. È un apprendista e viene aiutato dall'assistente virtuale Droide. Fa amicizia con i ragazzi della scuola, tra cui Eva, ma si innamorerà di lei. Ha avuto anche una cotta per Diana, la sua superiore. Proviene dalla stessa epoca di Eva e, quando smette di essere un guardiano del tempo e la sua memoria viene cancellata, i due si incontrano a scuola e fanno nuovamente amicizia.
- Amelia María (stagioni 1-2), interpretata da Isabella Castillo, doppiata da Chiara Oliviero.[9]
Presentatrice e star di Club 57 sarà la moglie di Manuel.
- Droide (stagioni 1-2), interpretato da Jonathan Jose Quintana (voce), doppiato da Dario Oppido.[9]
È il sistema operativo intelligente utilizzato da Aurek.
- Miguel (stagioni 1-2), interpretato da Jonathan Jose Quintana, doppiato da Daniele Raffaeli.[9]
È il conduttore di Club 57 e migliore amico di Amelia. Si innamorerà di lei senza essere mai ricambiato, soffrendone. Nella seconda stagione diventerà un guardiano del tempo.
- Mercedes "Mece" (stagioni 1-2), interpretata da Fefi Oliveira, doppiata da Jessica Bologna.[9]
È la futura nonna di Delaila (interpretata sempre da Fefi Oliveira). Ha un grande talento nel cantare e, nonostante sia molto gentile, timida e dolce, ha un carattere forte e non sopporta le ingiustizie. Diventa la migliore amica di Eva nel passato e una delle prime a cui lei rivela il suo segreto. Mece è anche un'amica molto cara di JJ ed è innamorata di Oso e si fidanzerà con lui.
- Maria Carolina "Maca" (stagioni 1-2), interpretata da Laura Rosguer, doppiata da Ilaria Egitto.[9]
È la migliore amica di Vero e Isa e membro ufficiale delle Rosagatas. È una delle ballerine più brave di Club 57 insieme alle sue amiche. Si prenderà una cotta per Rubén, che non verrà mai ricambiata.
- Isabel "Isa" (stagioni 1-2), interpretata da Simoné Marval, doppiata da Simona Chirizzi.[9]
Migliore amica di Vero e Maca e membro ufficiale delle Rosagatas. Come le sue fedeli amiche, è una ballerina eccezionale a Club 57. È un po' svampita e ingenua, ma sempre pronta a tutto per difendere le Rosagatas e il loro onore, non sopporta le ingiustizie create da Eva e Rubén nei confronti di Vero ed ha un animo molto buono e gentile nei confronti delle sue amiche.
- Sofia, interpretata da Ángela Rincón, doppiata da Ludovica Bebi.[9]
Ragazza di cui Rubén è innamorato nel presente. Nelle varie linee temporali cambia molte volte; in qualche caso è molto popolare e beneamata, in altri casi ha poche amicizie e in altri è quasi invisibile a tutti, (lei si fidanzerà con Rubén e diventerà una guardiana del tempo) è un personaggio ambiguo.
- Oso, interpretato da Gabriel López, doppiato da Alberto Franco.[9]
È un ragazzo del 1957, molto buono, simpaticissimo e spiritoso, che ama fare battute e far divertire gli altri. Ha sempre il sorriso sul volto ed è innamorato di Mece, (si fidanzerà con lei) che lo definisce scherzosamente "meravigli-Oso". Fa parte della squadra di basket ed è il migliore amico di JJ e Checho.
- Barbanera, interpretato da Gabriel López, doppiato Federico Di Pofi.[9]
È un pirata guardiano del tempo ribelle che mette costantemente a rischio le linee temporali.
- Checho, interpretato da Mauricio Novoa, doppiato da Gianluca Cortesi.[9]
Migliore amico di JJ e Oso. Fa parte della squadra di basket e parla sempre in terza persona.
- Andrés, interpretato da Frank Fernández, doppiato da Alessio Nissolino.[9]
Cugino di Vero e ottimo giocatore di basket. È innamorato di Maca e gelosissimo nei suoi confronti. Eterno rivale dei Falcones, detesta con tutto se stesso JJ perché gli ha soffiato il posto di capitano nella squadra di basket e ferisce costantemente la sua cara cugina.
- Fernando, interpretato da Jesús Nasser, doppiato da Fabrizio Valezano.[9]
Migliore amico di Abel e Andrés, membro della banda capeggiata da quest'ultimo. É un ottimo giocatore di basket come il resto dei suoi amici.
- Abel, interpretato da Santiago Bitart, doppiato da Francesco Fabbri.[9]
Migliore amico di Andrés e Fernando, membro della banda capeggiata da Andrés.
- Camilla Fontana, interpretata da Manuela Arena, doppiata da Veronica Lo Forte.[9]
Sorellina minore di JJ. È una ragazzina di poche parole, dolce, intelligente e perspicace e non gli va giù Vero, perché quest'ultima la definisce un'impicciona.
- César, interpretato da Gael Sánchez, doppiato da Marco Briglione.[9]
Uno dei ragazzi del club di scienze, dotato di un'intelligenza eccezionale. Fa amicizia con Eva e con Aurek.
- René, interpretato da Jorge Roguez, doppiato da Stefano De Filippis.[9]
Un altro ragazzo del club di scienze. Fa amicizia con Eva e con Aurek.
- Xavier, interpretato da Luis Mayer doppiato da Alessio Puccio.[9]
Anche lui del club di scienze, amico di Eva e Aurek.
- Francesca, interpretata da Carlotta Bizzo.
Amica d'infanzia di JJ e cugina di Nico. È italiana e ha una bellissima voce, ma canta poche volte e solo per divertimento. Lei e JJ erano destinati a innamorarsi e creare una famiglia ma con l'arrivo di Eva viene tutto sconvolto e Francesca si rattrista molto cercando di non darlo a vedere. Offre comunque la sua amicizia ad Eva per non far capire il suo dispiacere anche se si nota visibilmente, la cosa che ha agghiacciato il pubblico sentendo alcune ipotesi é "La noncuranza glaciale di Eva e JJ, completamente egoistica ed indifferente alla sofferenza dell'amica". Però poi si fidanzerà con JJ quando Eva e Rubén tornano al momento prima del loro primo viaggio nel tempo però poi la relazione finisce quando JJ si ricorda di Eva.
- Nico, interpretato da Lorenzo Maida.
Amico di infanzia di JJ e cugino di Francesca.

## Collegamenti con altre serie
- Nella prima puntata della serie appare come guest star Kally Ponce (interpretata da Maia Reficco) protagonista di Kally's Mashup, però non doppiata da Joy Saltarelli.

## Curiosità
- Evaluna Montaner, Andrés Mercado, Isabella Castillo e Angela Rincón hanno recitato tutti insieme in Grachi e anche lì Evaluna e Andrés interpretavano 2 personaggi imparentati. Qui sono nonno e nipote e in Grachi erano fratello e sorella.
- La serie è stata girata in Florida e in Puglia.
- Castillo e Mercado hanno recitato insieme anche in Io sono Franky e Vikki cuori in pista.

## Discografia
- 2019 – Club 57
- 2021 - Club 57 - Segunda temporada